# Las horas
Las horas (The Hours) es una película dramática de Estados Unidos   del año 2002 dirigida por Stephen Daldry. Estuvo protagonizada por Meryl Streep, Julianne Moore y Nicole Kidman, mientras que los actores Ed Harris, Toni Collette, Allison Janney y Miranda Richardson forman parte del elenco secundario. El guion, escrito por David Hare, es una adaptación de la novela homónima de Michael Cunningham, ganadora del Premio Pulitzer en 1999.
Toda la historia tiene lugar en el transcurso de un mismo día; trata sobre tres mujeres en diferentes épocas y generaciones, cuyas vidas se conectan a través de la novela de Virginia Woolf Mrs. Dalloway. Nicole Kidman encarna a Virginia Woolf en 1923, mientras escribía Mrs. Dalloway, Julianne Moore es una esposa infeliz que lee el libro en el año 1951, y Meryl Streep interpreta a una editora bisexual neoyorquina, una Mrs. Dalloway moderna que cuida de un amigo escritor (Ed Harris), con quien tuvo un romance en su juventud, en etapas avanzadas del sida y ha decidido prepararle una fiesta. 
El largometraje se estrenó en Los Ángeles y Nueva York el 25 de diciembre de 2002. Recibió diversos premios internacionales, incluyendo el Oscar a la mejor actriz para Kidman.
La película y la novela se adaptaron a una ópera con el mismo nombre en 2022.

## Argumento
Se basa en la vida de tres mujeres en tres tiempos diferentes del siglo XX. La película gira en torno a la novela Mrs. Dalloway.
- Virginia Woolf (1923).
  - Empieza a escribir la novela Mrs. Dalloway. Muestra sus problemas de salud mental, la ardua lucha contra la bipolaridad que se le diagnosticó en esa época, sus frecuentes alucinaciones e inconvenientes que la enfermedad le trajo a lo largo de su vida social adulta. También la forma en que adelantaba la redacción de su novela y sus problemas de comprensión con su marido.
- Laura Brown (1951).
  - Lee la novela durante el día de cumpleaños de su marido. A pesar de la aparente felicidad que envuelve su vida, esta se le viene abajo al conocer que una vecina a quien ama secretamente se encuentra enferma y puede morir. Intenta suicidarse. Se debate entre seguir con su familia o abandonarla. Tras desistir del suicidio, decide abandonar a su familia después de tener a la hija que espera.
- Clarissa Vaughan (2001).
  - Es la versión contemporánea de la protagonista de la novela que está escribiendo Virginia. Está enamorada de manera ambivalente de su amigo Richard, un brillante poeta que está muriendo de sida y que es el hijo de Laura Brown.

Enfoca las vidas de tres mujeres en busca de sentido en sus vidas. A pesar de vivir en épocas diferentes, están unidas por sus anhelos y sus miedos. Además, la película tiene como trasfondo el lesbianismo y su impacto social en tres épocas diferentes de la historia.

## Reparto
- Meryl Streep (Clarissa Vaughan)
- Nicole Kidman (Virginia Woolf)
- Julianne Moore (Laura Brown)
- Stephen Dillane (Leonard Woolf)
- Miranda Richardson (Vanessa Bell)
- Ed Harris (Richard Brown)
- John C. Reilly (Dan Brown)
- Charley Ramm (Angélica Bell)
- Toni Collette (Kitty)
- Claire Danes (Julia Vaughan)
- Jeff Daniels (Louis Waters)
- Eileen Atkins (Barbara)

## Recepción

### Box Office
Las horas recibió un lanzamiento limitado en Canadá y Estados Unidos el 27 de diciembre de 2002, con un lanzamiento nacional el 14 de febrero de 2003, para poder ganar dinero gracias a las nominaciones del Óscar. Su lanzamiento internacional fue el 18 de noviembre del 2003. Con un presupuesto de $25 millones de dólares, Las horas fue un éxito mundial, recaudando más de $41.6 millones de dólares en los Estados Unidos y Canadá, y más de $67.1 millones en otros países del mundo, haciendo un total de más de $108.8 millones de dólares, cuatro veces su presupuesto. Fue la película número 56 que recaudó más dinero en 2002.

### Revisiones
Las horas fue elogiada por la crítica y tiene un 80% «fresco» en la página de críticos Rotten Tomatoes.
La frase oficial de Las horas vino por su actuación, especialmente por Nicole Kidman, cuya nariz falsa la hacía irreconocible en su papel de Virginia Woolf. 
Stephen Holden, de The New York Times, escribió: «La señorita Kidman, en un papel de auténtico arte, provoca nuestras mentes, nos mete entre la guerra con su brillante actuación, su historia es fascinante, la cual nos hace viajar entre el tiempo, la actriz es genial». Así, Kidman ganó los premios del Golden Globe por Mejor Actriz en un Drama y su Premio Óscar para la Mejor Actriz. En las dos ceremonias la actriz estuvo nominada junto a su coestrella Julianne Moore, la cual fue nominada por la película Far from Heaven. También Meryl Streep y Ed Harris recibieron una nominación a los Golden Globe (Streep en la misma categoría que Kidman), y Julianne Moore y Ed Harris recibieron nominaciones a los Premios Óscar en las categorías de reparto. Meryl Streep recibió una nominación por Mejor Actriz de Reparto por la película Adaptation.

## Premios

### Premios Óscar
| Año  | Categoría                          | Película                  | Resultado |
| ---- | ---------------------------------- | ------------------------- | --------- |
| 2002 | Oscar a la mejor película          | Oscar a la mejor película | Candidata |
| 2002 | Oscar al mejor director            | Stephen Daldry            | Candidato |
| 2002 | Oscar a la mejor actriz            | Nicole Kidman             | Ganadora  |
| 2002 | Oscar a la mejor actriz de reparto | Julianne Moore            | Candidata |
| 2002 | Oscar al mejor actor de reparto    | Ed Harris                 | Candidato |
| 2002 | Oscar al mejor guion adaptado      | David Hare                | Candidato |
| 2002 | Oscar a la mejor banda sonora      | Philip Glass              | Candidato |
| 2002 | Oscar al mejor diseño de vestuario | Ann Roth                  | Candidata |
| 2002 | Oscar al mejor montaje             | Peter Boyle               | Candidato |

### Globos de Oro
| Año  | Categoría                                | Película                                 | Resultado |
| ---- | ---------------------------------------- | ---------------------------------------- | --------- |
| 2003 | Globo de Oro a la mejor película - Drama | Globo de Oro a la mejor película - Drama | Ganadora  |
| 2003 | Globo de Oro al mejor director           | Stephen Daldry                           | Candidato |
| 2003 | Globo de Oro a la mejor actriz - Drama   | Nicole Kidman                            | Ganadora  |
| 2003 | Globo de Oro a la mejor actriz - Drama   | Meryl Streep                             | Candidata |
| 2003 | Globo de Oro al mejor actor de reparto   | Ed Harris                                | Candidato |
| 2003 | Globo de Oro al mejor guion              | David Hare                               | Candidato |
| 2003 | Globo de Oro a la mejor banda sonora     | Philip Glass                             | Candidato |

| Año  | Categoría                              | Película                                 | Resultado |
| ---- | -------------------------------------- | ---------------------------------------- | --------- |
| 2002 | BAFTA a la mejor película              | BAFTA a la mejor película                | Candidata |
| 2002 | BAFTA a la mejor película británica    | BAFTA a la mejor película británica      | Candidata |
| 2002 | BAFTA al mejor director                | Stephen Daldry                           | Candidato |
| 2002 | BAFTA a la mejor actriz                | Nicole Kidman                            | Ganadora  |
| 2002 | BAFTA a la mejor actriz                | Meryl Streep                             | Candidata |
| 2002 | BAFTA al mejor actor de reparto        | Ed Harris                                | Candidato |
| 2002 | BAFTA a la mejor actriz de reparto     | Julianne Moore                           | Candidata |
| 2002 | BAFTA al mejor guion adaptado          | David Hare                               | Candidato |
| 2002 | BAFTA a la mejor música original       | Philip Glass                             | Ganador   |
| 2002 | BAFTA al mejor montaje                 | Peter Boyle                              | Candidato |
| 2002 | BAFTA al mejor maquillaje y peluquería | Ivana Primorac Conor O’Sullivan Jo Allen | Nominados |

| Año  | Categoría               | Película       | Resultado |
| ---- | ----------------------- | -------------- | --------- |
| 2002 | Mejor Reparto           | Mejor Reparto  | Candidata |
| 2002 | Mejor actriz            | Nicole Kidman  | Candidata |
| 2002 | Mejor actor de reparto  | Ed Harris      | Candidato |
| 2002 | Mejor actriz de reparto | Julianne Moore | Candidata |